# Studentsektion
En studentsektion, även studerandesektion, ämnesförening eller liknande, är en studentförening för studenter vid en viss utbildning eller grupp av utbildningar vid ett universitet eller en högskola. Förutom utbildningsrelaterad verksamhet kan studentsektioner också, likt nationer, driva kultur- och nöjesverksamhet. Linköpings universitet är ett exempel på ett lärosäte där sektionernas medlemsantal och verksamhetsutbud kraftigt dominerar över nationernas, vilka där för en tynande tillvaro.